# ESC Ahaus
Der ESC Ahaus war ein Eishockeyverein aus Ahaus im Münsterland.

## Geschichte
Im Jahre 1980 wurde im Ahauser Stadtzentrum der Treffpunkt Ahaus eröffnet, der eine Eissporthalle beherbergte. Kurze Zeit später, am 26. Februar 1981, wurde der Verein ESC Ahaus mit dem Gründungsvorsitzenden Hans-Werner Althaus, von elf Eishockeybegeisterten aus dem Altkreis Ahaus gegründet. Dieser startete im Jahre 1983 mit dem Spielbetrieb in der Bezirksliga und wurde in der ersten Ligasaison 83/84 gleich Meister der neu gegründeten Bezirksliga NRW. Nach dem hierdurch bedingten Aufstieg in die NRW-Liga 1984/85, stieg der ESC-Ahaus bereits in 1985 in die viertklassige Regionalliga West auf. Nach dem dritten Aufstieg in Folge erreichten die Ahauser 1986 die Oberliga Nord. Angeführt vom Torjäger Damian Steiert, der in 33 Spielen 68 Tore erzielte, erreichte die Mannschaft die Qualifikationsrunde zur 2. Bundesliga Nord, die als Tabellenletzter beendet wurde. Auch 1988 wurde der Aufstieg in die 2. Bundesliga verpasst.
Während der Sommerpause wurde die Mannschaft aus unbekannten Gründen in die NRW-Liga zurückgezogen. Auf Anhieb wurde der ESC Meister und stieg in die Regionalliga West auf. In der Saison 1989/90 gelang dann der Durchmarsch in die Oberliga Nord. Als Tabellenvierter war der ESC Ahaus sportlich für die Qualifikationsrunde zur 2. Bundesliga qualifiziert. Jedoch verzichtete der Club auf die Teilnahme. Als im Sommer 1991 die Eissporthalle geschlossen werden musste, wurde der Verein aufgelöst.

## Erfolge
- Aufstieg in die Oberliga Nord: 1986
- Aufstieg in die Regionalliga West: 1985

## Persönlichkeiten
- Dieter Brüggemann
- Frank Burchot
- Doug Moffatt
- Gerhard Möller
- Michael Muus
- Kraig Nienhuis
- Dan Olsen
- Erich Pinsker
- Thomas Reichel
- Andreas Sauli
- Bernd Schutzeigel